# Timonius dolichophyllus
Timonius dolichophyllus là một loài thực vật có hoa trong họ Thiến thảo. Loài này được (Merr. & L.M.Perry) S.P.Darwin miêu tả khoa học đầu tiên năm 1994.